# Philodromus epigynatus
Philodromus epigynatus este o specie de păianjeni din genul Philodromus, familia Philodromidae, descrisă de Strand, 1909. Conform Catalogue of Life specia Philodromus epigynatus nu are subspecii cunoscute.